# نووکوتوو
نووکوتوو (انگلیسی: Novokutovo)